# Janina Hajduk-Nijakowska
Janina Danuta Hajduk-Nijakowska (ur. 1946) – polska folklorystka, kulturoznawczyni, dziennikarka telewizyjna, profesor nauk humanistycznych, naukowo związana z Uniwersytetem Opolskim. Prezeska Polskiego Towarzystwa Ludoznawczego (1989-1990)

## Życiorys
Ukończyła polonistykę na Wydziale Filologiczno-Historycznym Wyższej Szkoły Pedagogicznej w Opolu. Pracę doktorską pt. Typologia polskiego podania ludowego obroniła w 1975. Habilitowała się w 2007 na Wydziale Filologicznym UO na podstawie dorobku naukowego i monografii Żywioł i kultura. Folklorystyczne mechanizmy oswajania traumy. W latach 1969–1976 zatrudniona na WSP, od 1986 w Instytucie Filologii Polskiej i Kulturoznawstwa Uniwersytetu Opolskiego w Katedrze Teatru, Filmu i Nowych Mediów. Od 2019 prowadzi również zajęcia dydaktyczne w Katedrze Dziennikarstwa i Komunikacji Społecznej na Wydziale Nauk o Polityce i Komunikacji Społecznej UO. Dyrektorka Instytutu Filologii Polskiej i Kulturoznawstwa UO (2012–2016), dyrektorka Wydawnictwa Uniwersytetu Opolskiego (1996–2004), w latach 1989–1990 prezeska Polskiego Towarzystwa Ludoznawczego.
Pracowała w mediach, m.in. w redakcji opolskiej TVP (1994–2017), w Fundacji Filmowej Polscy Wychodźcy realizuje projekty filmowe.
Jej synem jest Lech Nijakowski.

## Zainteresowania badawcze
Zagadnienia pamięci społecznej i świadomości historycznej, genologia folklorystyczna, funkcjonowanie folkloru w dobie rozwoju środków masowego przekazu i nowych mediów, e-folklor oraz współczesne media. Napisała ponad 100 artykułów i rozpraw w czasopismach i monografiach naukowych.

## Pełnione funkcje
- członkini Międzynarodowej Rady Doradczej Instytutu Etnologii Czeskiej Akademii Nauk[12]
- członkini Komisji Folklorystycznej przy Międzynarodowym Towarzystwie Slawistów (od 2020)[13]
- członkini Komitetu Nauk Etnologicznych PAN (2015–2023)[14][15]
- członkini Komisji Folklorystycznej KNE  PAN (2015–2023)
- członkini Sekcji Studiów nad Dziedzictwem i Pamięcią Kulturową PTL[12]
- członkini Rady Naukowej serii wydawniczej PTL „Archiwum Etnograficzne” (od 2021)[16]
- członkini Rady Naukowej serii wydawniczej PTL „Biblioteka Literatury Ludowej” (2021–2024)[17]

- członkini Rady Naukowej czasopisma „Literatura Ludowa” (od 2021)[18]
- członkini Rady Programowej Fundacji Filmowej Polscy Wychodźcy (od 2019)[19]
- członkini Komisji Rewizyjnej Stowarzyszenia Telewizji Regionalnej Śląska Opolskiego (od 2012)[20].

## Odznaczenia i medale
- Złoty Krzyż Zasługi (1987)
- Odznaka „Zasłużony Działacz Kultury” (1978)
- Odznaka „Zasłużonemu Opolszczyźnie” (1979)

## Wybrane publikacje

### Książki
- 1980: Temat śpiącego wojska w folklorze polskim. Próba typologii. Opole: WSP.
- 1986: Nie wszystko bajka. Polskie ludowe podania historyczne. Wybór, wstęp i komentarze J. Hajduk-Nijakowska. Warszawa: Ludowa Spółdzielnia Wydawnicza.
- 2005: Żywioł i kultura. Folklorystyczne mechanizmy oswajania traumy. Opole: Wydawnictwo UO.
- 2016: Doświadczanie pamięci. Folklorystyczny kontekst opowieści wspomnieniowych. Opole: Wydawnictwo UO.

### Prace pod redakcją
- 1981: Księga humoru ludowego. Wybór i oprac. Dorota Simonides, Janina Hajduk-Nijakowska, Teresa Smolińska, Warszawa: LSW.
- 2011: Nowe konteksty badań folklorystycznych. Red. Janina Hajduk-Nijakowska; Teresa Smolińska. Wrocław: PTL.
- 2014: Praktykowanie tradycji w społeczeństwach posttradycyjnych. Red. J. Hajduk-Nijakowska. Opole–Wrocław: Wydawnictwo UO, PTL.

### Artykuły
- 2010: e-folklor. Rola Internetu w powstawaniu zjawisk  folklorystycznych.  [w:] Nowe media i komunikowanie wizualne. Red. P. Francuz, St. Jędrzejowski. Lublin: Katolicki Uniwersytet Lubelski.
- 2010: Proces odbioru przekazów medialnych jako czynność kulturowo usytuowana. [w:] Kultura medialnie zapośredniczona. Badania nad mediami w optyce kulturoznawczej. Red. W. Chyła, M. Kamińska, P. Kędziora, M. Kosińska. Poznań: Bogucki Wydawnictwo Naukowe.
- 2012: Katastrofa jako wydarzenie medialne. [w:] Powodzie , plagi, życie i inne katastrofy. Red. K. Konarska, P. Kowalski. Wrocław: Wydawnictwo Uniwersytetu Wrocławskiego.
- 2015: Towards the Folklore Genre Theory. „Slovensky Narodopis”, nr 2.
- 2016: Kulturowe konteksty funkcjonowania newsów. „Przegląd Humanistyczny”, nr 1.
- 2020: Problemy współczesnej genologii medialnej. „Studia de Cultura”, nr 12(2).
- 2021: „Łemko nosi ból w genach” Oblicze łemkowskiej postpamięci. „Politeja”, nr 1[2].

## Wybrane projekty badawcze
- Leksykon folkloru polskiego; grant Narodowego Programu Rozwoju Humanistyki (0396/NPRH9/H11/88/2021); wykonawczyni, 2022–2027[21].